# Mámoa do Batateiro
Die Mámoa do Batateiro ist eine Anta unweit des Rio de Aveleiro im Naturpark Parque Nacional da Peneda-Gerês (PNPG) in Lamas de Mouro bei Melgaço im Distrikt Viana do Castelo in Nordportugal. 
Mámoa oder Anta ist die portugiesische Bezeichnung für etwa 5000 Megalithanlagen oder Dolmen, die während des Neolithikums im Westen der Iberischen Halbinsel von den Nachfolgern der Cardial- oder Impressokultur errichtet wurden.
Die Mamoa do Batateiro ist ein gut erhaltener Dolmen in einem Erdhügel in den Wäldern der Serra da Penada. Die Kammer besteht aus sieben Tragsteinen und dem flach aufliegenden, ovalen Deckstein. Auf der Innenseite der Kopfplatte sind Spuren von Gravuren zu erkennen. Der Gang ist nicht erhalten.
Die Mamoa do Batateiro liegt nur wenige Kilometer von der Hochebene von Castro Laboreiro entfernt, wo sich eine megalithische Nekropole mit etwa hundert prähistorischen Denkmälern befindet.